# آقتشاداغ
آقتشاداغ هو قضاء في محافظة ملطية بمنطقة الأناضول الشرقية، تركيا. العمدة هو علي كازغان (حزب العدالة والتنمية).